# Henryk Lubomirski
Il principe Henryk Ludwik Lubomirski (Rivne, 15 settembre 1777 – Dresda, 20 ottobre 1850) è stato un nobile e politico polacco.

## Biografia
Era il figlio primogenito del tenente generale Józef Lubomirski, e di sua moglie, Ludwika Sosnowska.
Fondatore del ramo austriaco della famiglia principesca Lubomirski, è stato il fondatore del Museo dei principi Lubomirski a Leopoli e della tenuta di Przeworsk; inoltre fu prefetto del dipartimento di Cracovia del Ducato di Varsavia nel 1810.
Ha lavorato come curatore dell'Istituto Nazionale di Ossoliński, contribuendo al suo sviluppo. Ha pubblicato diversi lavori.
Era un membro della loggia massonica Superstition Loser nel 1813.

## Matrimonio
Sposò, il 24 maggio 1807, la principessa Teresa Czartoryska (13 luglio 1785-31 dicembre 1868), la figlia del principe Józef Klemens Czartoryski. Ebbero quattro figli:
- Dorota Lubomirska (1807-1832);
- Izabela Maria Lubomirska (1808-1890), sposò Władysław Hieronim Sanguszko, ebbero sei figli;
- Jadwiga Julia Wanda Lubomirska (1815-1895), sposò Eugenio I di Ligne, ebbero quattro figli;
- Jerzy Henryk Lubomirski (1817-1872).

Il principe Lubomirski è un antenato della regina Matilde del Belgio attraverso sua figlia Izabela Maria.